# Rougemont (Doubs)
Rougemont – miejscowość i gmina we Francji, w regionie Burgundia-Franche-Comté, w departamencie Doubs.
Według danych na rok 1990 gminę zamieszkiwało 1200 osób, a gęstość zaludnienia wynosiła 65 osób/km² (wśród 1786 gmin Franche-Comté Rougemont plasuje się na 134. miejscu pod względem liczby ludności, natomiast pod względem powierzchni na miejscu 133.).